# Caries Research
Caries Research, abgekürzt Caries Res., ist eine wissenschaftliche Fachzeitschrift, die vom Karger-Verlag veröffentlicht wird. Die Zeitschrift erscheint mit sechs Ausgaben im Jahr. Es werden Arbeiten veröffentlicht, die sich mit Fragen der Karies beschäftigen.
Der Impact Factor lag im Jahr 2012 bei 2,514. Nach der Statistik des ISI Web of Knowledge wird das Journal mit diesem Impact Factor in der Kategorie Zahnmedizin & Kieferchirurgie an 14. Stelle von 83 Zeitschriften geführt.